# C/2024 S1 (ATLAS)
C/2024 S1 (ATLAS) è una cometa radente scoperta dagli astronomi dell'Asteroid Terrestrial-impact Last Alert System-HKO utilizzando un telescopio riflettore da 0,5 m situato nell'osservatorio di Haleakalā, alle Hawaii, il 27 settembre 2024.
La cometa, con una magnitudine apparente stimata pari a 12,6, una chioma di diametro grande fino a circa 3 minuti d'arco e una coda lunga fino a 156 secondi d'arco al 29 settembre 2024, è arrivata al suo perielio il 28 ottobre 2024, ad una distanza di circa 0,008 au (ossia circa 1,2 milioni di km) dal baricentro del sistema solare, per poi disintegrarsi. Dai primi dati si è evinto come la cometa abbia avuto un'orbita simile alle comete radenti di Kreutz, una famiglia di comete radenti caratterizzate da orbite che le portano estremamente vicine al Sole durante il perielio e che si ritiene sia stata generata dalla frammentazione di una singola grande cometa avvenuta secoli fa.
Si è ritenuto che, una volta effettuato il suo passaggio dal perielio, C/2024 S1 (ATLAS), inizialmente nota come A11bP7I, potesse diventare visibile a occhio nudo e forse raggiungere la magnitudine apparente di C/2011 W3 (Lovejoy), un'altra cometa appartenente alle radenti di Kreutz, che arrivò a un valore pari a -4 alla fine del 2011.